# Tobias Haug
Tobias Haug, né le 25 juin 1993 à Fribourg-en-Brisgau, est un spécialiste allemand du combiné nordique.
Au cours de carrière, il a pris part à 30 courses de la Coupe du monde et il a réalisé un podium par équipes en 2016 avec Tino Edelmann. Il a également obtenu quatre podiums en coupe continentale.

## Carrière

### Débuts
Tobias Haug commence le combiné nordique au SV Baiersbronn. Il est entraîné par le père de Manuel Faisst et il devient proche de ce dernier. En 2009, il termine deuxième des championnats du Bade-Wurtemberg et premier en combiné nordique de sa catégorie d'âge. En 2010, il signe une 4e et 6e place lors de deux courses de Coupe d'Allemagne organisées à Schonach. En 2011, lors des Championnats d'Allemagne de combiné nordique, il se classe 9e par équipes avec Thomas Faller après avoir terminé 5e de l'épreuve individuelle chez les juniors. En 2012, il se classe 14e du sprint des championnats du monde junior de ski nordique 2012 (pl) à Erzurum.

### Arrivée en coupe du monde
Il débute en Coupe du monde en janvier 2013 à Klingenthal, marquant directement ses premiers points avec une 20e place. En 2014, il n'est pas sélectionné pour Jeux olympiques de Sotchi alors qu'il l'espérait.
le 30 janvier 2015, il se fracture le péroné et se blesse aux ligaments de la cheville lors de la réception d'un saut lors des qualifications d'une course de la coupe du monde. Cette blessure l'oblige à mettre un terme à sa saison.
Il obtient son premier et seul podium en sprint par équipes en 2016 à Val di Fiemme.

### Blessures et arrêt
En décembre 2017, il décide d'arrêter sa carrière à 24 ans. Il évoque ces précédentes chutes en saut à ski comme étant à l'origine de cette décision.

## Résultats

### Coupe du monde
Il obtient son premier et seul podium en sprint par équipes en 2016 à Val di Fiemme. Son meilleur résultat en individuel est une 14e place à Seefeld.

#### Différents classements en Coupe du monde
| Année     | Classement général final |
| 2012-2013 | 39e                      |
| 2013-2014 | 40e                      |
| 2014-2015 | 51e                      |
| 2015-2016 | 49e                      |

#### Résultats en Coupe du monde
Tobias Haug est au départ de 30 courses en Coupe du monde de combiné nordique,.
| Résultat  | Gundersen | Penalty Race | Sprint par équipes | Par équipes | Total |
| --------- | --------- | ------------ | ------------------ | ----------- | ----- |
| 1re place | 0         | 0            | 0                  | 0           | 0     |
| 2e place  | 0         | 0            | 1                  | 0           | 1     |
| 3e place  | 0         | 0            | 0                  | 0           | 0     |
| Top 10    | 0         | 0            | 2                  | 0           | 2     |
| Top 30    | 10        | 1            | 2                  | 0           | 13    |
| Autres    | 5         | 0            | 0                  | 0           | 5     |
| Départs   | 27        | 1            | 2                  | 0           | 30    |

 Dernière mise à jour le 22 décembre 2017 

### Coupe continentale
Tobias Haug compte quatre podiums en Coupe continentale de combiné nordique.
| Année     | Classement général final |
| --------- | ------------------------ |
| 2011-2012 | 48e                      |
| 2012-2013 | 24e                      |
| 2013-2014 | 39e                      |
| 2014-2015 | 41e                      |
| 2015-2016 | 9e                       |
| 2016-2017 | 57e                      |

### Grand Prix d'été
| Année | Classement général final |
| ----- | ------------------------ |
| 2013  | 24e                      |
| 2016  | 45e                      |
| 2017  | 52e                      |

### Championnats du monde junior
| Épreuve / Édition    | Épreuve / Édition    | Erzurum 2012 |
| -------------------- | -------------------- | ------------ |
| Gundersen individuel | Gundersen individuel | -            |
| Sprint               | Sprint               | 14e          |
| Par équipe           | Par équipe           | -            |